# Mycomya sylvicola
Mycomya sylvicola är en tvåvingeart som först beskrevs av Frederick Askew Skuse 1890.  Mycomya sylvicola ingår i släktet Mycomya och familjen svampmyggor. Inga underarter finns listade i Catalogue of Life.